# Stu Martin
Pour les articles homonymes, voir Martin.
Stewart « Stu » Martin, né le 11 juin 1938 à Liberty (New York) et retrouvé mort le 12 juin 1980 dans le 9e arrondissement de Paris, était un batteur de jazz américain.

## Biographie
Musicien précoce, il entame sa carrière dès l'âge de 16 ans en jouant dans des orchestres professionnels, notamment ceux de Billy May, Jimmy Dorsey, Count Basie, Duke Ellington, Maynard Ferguson et Quincy Jones. Il collabore également avec des formations prestigieuses de taille plus modeste, parmi lesquelles on peut citer les groupes de Donald Byrd, Kai Winding, Freddie Hubbard, Ornette Coleman ou Herbie Hancock.
En 1965 il part vivre en Europe où il accompagne régulièrement les pointures du jazz en tournée (Albert Mangelsdorff, Dexter Gordon, Lee Konitz, Art Farmer, Don Byas, Joachim Kühn, Martial Solal, John McLaughlin, Jean-Luc Ponty etc.).
Après un bref retour aux États-Unis (1967-1968), au cours duquel il joue notamment avec Steve Marcus et David Izenzon, il retourne en Europe où, en 1969, il s'installe en Belgique et joue tout d'abord avec le groupe Jess & James qui, à l'époque, inclut également le claviériste américain Scott Bradford.
En 1969 toujours, Stu Martin s'allie à John Surman (saxophone) et Barre Phillips (basse) pour former un trio qui effectuera de nombreuses tournées dans toute l'Europe et qui participera à tous les festivals européens importants avant de se séparer en octobre 1971. Durant cette même période il se penche sur les possibilités offertes par les instruments de musique électronique. Il commence à donner des cours tout en continuant à jouer, en solo mais également avec le groupe Ambush qu'il fonde avec le saxophoniste Charlie Mariano, accompagné de Barre Phillips à la basse et Peter Warren à la basse et au violoncelle.
En 1974 il repart vivre dans son pays d'origine pour jouer dans le quartette de Gary Burton mais maintient des liens étroits avec les musiciens qu'il a pu côtoyer sur le vieux continent; il y revient d'ailleurs régulièrement pour jouer lors de certains festivals ou tournées (avec Attila Zoller, Red Mitchell...). En 1979, c'est en Europe qu'il enregistre l'unique disque sous son nom, accompagné de Gérard Marais et Claude Barthélemy.
En 1979, de retour sur Paris pour jouer à un festival, il meurt soudainement. En 1982, Levallet, Marais et Pifarély lui rendent hommage en trio avec la chanson Song For Stu. Il est inhumé au cimetière du Père-Lachaise (90e division).

## Sources
- Philippe Carles, André Clergeat et Jean-Louis Comolli, Dictionnaire du jazz, Ed. Robert Laffont, Coll. Bouquins, Paris, 1994,  (ISBN 2-221-07822-5)